# Mörttjärnet (Gunnarskogs socken, Värmland, 665253-132603)
Mörttjärnet är en sjö i Arvika kommun i Värmland och ingår i Göta älvs huvudavrinningsområde.